# 西川副村
西川副村（にしかわそえむら）は、佐賀県佐賀郡にあった村。現在の佐賀市の一部にあたる。

## 地理
- 河川：八田江、早津江川[3]
- 海洋：有明海

## 歴史
- 1889年（明治22年）4月1日、町村制の施行により、佐賀郡南里村、西古賀村、小々森村が合併して村制施行し、西川副村が発足[1][2]。旧村名を継承した南里、西古賀、小々森の3大字を編成[2]。
- 1956年（昭和31年）9月30日、佐賀郡川副町に編入され廃止[1][2]。編入後、川副町大字南里・西古賀・小々森となる[2]。

### 地名の由来
江戸時代の川副郷の西部に位置していたため。

## 産業
- 農業、商業、漁業[2]
- 酒造業が明治中期から1軒（銘：窓の月）営業[2]。

## 港湾
- 広江漁港[2]

## 教育
- 西川副小学校（大字西古賀）[2]